# Кайлярско благотворително братство
Емборското (Кайлярското) благотворително братство е патриотична и благотворителна обществена организация на македонски българи от региона на Емборе, съществувала в българската столица София от началото на XX век.

## История
Учредено е през 1919 година в София, като се отцепва от Костурско-Леринско-Емборското благотворително братство. На 11 април 1937 година на общо заседание на братството е променено името от Емборско на Кайлярско. За патронен празник е избран Илинден.
Делегати от Емборското братство на обединителния конгрес на СМЕО и МФРО от януари 1923 година са Благой Димитров, Б. Миндлов и Д. Х. Баралов.
На 24 януари 1926 година братството си избира настоятелство в състав Благой Димитров (председател), Марко Иванов (подпредседател), Петър Врингов (секретар), Вангел Велков (касиер) и съветници Коста Д. Врингов и Петър Атанасов.
През септември 1934 година Благой Димитров като представител на Кайлярското македонско братство подписва протестен протокол срещу Деветнадесетомайския преврат. В управителното тяло на братството през 1936 година влизат Благой Димитров, Филип Манолов, Минчо Янков, Коста Врингов, Никола Благоев, Никола Бъчваров, Васил Марелов, Никола Гащев и Иван Димов. През 1938 година в настоятелството влизат Благой Димитров (председател), Филип Манолов (подпредседател), Петър Врингов (касиер), Минчо Янков (секретар), Никола Благоев (съветник) и Иван Димитров (съветник). В контролната комисия са Васил Марелов (председател), Никола Плачков и Атанас Абрашев (членове).
В 1941 година Благой Димитров е председател на Емборското благотворително братство.